# Torneo Apertura 2012 (Guatemala)
El Torneo de Apertura 2012 fue el 27.º torneo corto del fútbol guatemalteco, dando inicio a la temporada 2012-13 de la Liga Nacional de Fútbol de Guatemala.

## Cambios
- El equipo de Peñarol La Mesilla cambió su nombre a Halcones F.C..
- Los equipos Juventud Escuintleca y Universidad de San Carlos ocuparon las plazas que dejaron Juventud Retalteca y Deportivo Zacapa.
- La Fase Final se jugará ahora con 8 equipos empezando con la ronda de cuartos de final.

## Equipos participantes
| Club                                   | Ciudad              | Departamento   | Estadio                         | Capacidad |
| -------------------------------------- | ------------------- | -------------- | ------------------------------- | --------- |
| Club Social y Deportivo Comunicaciones | Ciudad de Guatemala | Guatemala      | Estadio Cementos Progreso       | 17.000    |
| Club Social y Deportivo Municipal      | Ciudad de Guatemala | Guatemala      | Estadio Manuel Felipe Carrera   | 10.000    |
| Club Social y Deportivo Suchitepéquez  | Mazatenango         | Suchitepéquez  | Estadio Carlos Salazar Hijo     | 10.000    |
| Deportivo Malacateco                   | Malacatán           | San Marcos     | Estadio Santa Lucía             | 3.000     |
| Deportivo Marquense                    | San Marcos          | San Marcos     | Estadio Marquesa de la Ensenada | 10.000    |
| Deportivo Mictlán                      | Asunción Mita       | Jutiapa        | Estadio La Asunción             | 3.000     |
| Deportivo Petapa                       | San Miguel Petapa   | Guatemala      | Estadio Julio A. Cobar          | 7.500     |
| Halcones F.C.                          | La Democracia       | Huehuetenango  | Estadio Comunal de La Mesilla   | 10.000    |
| Heredia Jaguares                       | Morales             | Izabal         | Estadio Del Monte               | 3.000     |
| Juventud Escuintleca                   | Escuintla           | Escuintla      | Estadio Armando Barillas        | 10.000    |
| Universidad de San Carlos              | Ciudad de Guatemala | Guatemala      | Estadio Revolución              | 10.000    |
| Xelajú Mario Camposeco                 | Quetzaltenango      | Quetzaltenango | Estadio Mario Camposeco         | 11.000    |

### Equipos por Departamento
| Departamento   | N.º | Equipos                                 |
| -------------- | --- | --------------------------------------- |
| Guatemala      | 4   | Comunicaciones, Municipal, Petapa, USAC |
| San Marcos     | 2   | Malacateco, Marquense                   |
| Escuintla      | 1   | Juventud Escuintleca                    |
| Huehuetenango  | 1   | Halcones F.C.                           |
| Jutiapa        | 1   | Mictlán                                 |
| Izabal         | 1   | Heredia Jaguares                        |
| Quetzaltenango | 1   | Xelajú                                  |
| Suchitepéquez  | 1   | Suchitepéquez                           |

## Fase de clasificación
|  | Pos. | Equipos              | PJ | PG | PE | PP | GF | GC | Dif. | PTS | Clasificación    |
|  | ---- | -------------------- | -- | -- | -- | -- | -- | -- | ---- | --- | ---------------- |
|  | 1º   | Comunicaciones       | 22 | 15 | 5  | 2  | 39 | 16 | +23  | 50  | Cuartos de final |
|  | 2º   | Municipal            | 22 | 11 | 8  | 3  | 46 | 23 | +23  | 41  | Cuartos de final |
|  | 3º   | Xelajú MC            | 22 | 11 | 3  | 8  | 33 | 28 | +5   | 36  | Cuartos de final |
|  | 4º   | Heredia Jaguares     | 22 | 10 | 5  | 7  | 33 | 24 | +9   | 35  | Cuartos de final |
|  | 5º   | Halcones La Mesilla  | 22 | 9  | 6  | 7  | 30 | 24 | +6   | 33  | Cuartos de final |
|  | 6º   | Malacateco           | 22 | 7  | 7  | 8  | 26 | 25 | +1   | 28  | Cuartos de final |
|  | 7º   | Suchitepéquez        | 22 | 7  | 7  | 8  | 36 | 40 | -4   | 28  | Cuartos de final |
|  | 8º   | Marquense            | 22 | 6  | 8  | 8  | 24 | 27 | -3   | 26  | Cuartos de final |
|  | 9°   | Petapa               | 22 | 7  | 3  | 12 | 27 | 43 | -16  | 24  |                  |
|  | 10º  | Juventud Retalteca   | 22 | 6  | 4  | 12 | 22 | 40 | -18  | 22  |                  |
|  | 11º  | Universidad SC       | 22 | 5  | 6  | 11 | 32 | 38 | -6   | 21  |                  |
|  | 12º  | Juventud Escuintleca | 22 | 5  | 4  | 13 | 23 | 43 | -20  | 19  |                  |
|  |      |                      |    |    |    |    |    |    |      |     |                  |

### Resultados
| Finalizó el: | COM | HER | MAR | MAL | MUN | PET | SUC | MIC | HAL | ESC | USAC | XEL |
| COM          |     | 3-0 | 2-0 | 1-0 | 1-0 | 1-0 | 4-0 | 2-1 | 0-0 | 5-0 | 2-0  | 2-0 |
| HER          | 1-0 |     | 4-0 | 2-0 | 2-2 | 4-1 | 2-1 | 2-0 | 3-0 | 3-0 | 2-1  | 2-0 |
| MAR          | 2-2 | 2-1 |     | 2-0 | 2-3 | 1-1 | 1-1 | 1-0 | 2-0 | 1-0 | 3-1  | 2-3 |
| MAL          | 1-2 | 1-1 | 0-0 |     | 1-1 | 5-0 | 1-1 | 1-0 | 2-1 | 2-0 | 1-1  | 2-1 |
| MUN          | 1-1 | 0-0 | 1-1 | 1-0 |     | 3-0 | 6-1 | 6-2 | 0-0 | 5-1 | 4-4  | 2-0 |
| PET          | 3-3 | 3-1 | 1-1 | 0-3 | 1-2 |     | 2-0 | 3-0 | 2-0 | 2-1 | 2-1  | 4-1 |
| SUC          | 4-1 | 2-0 | 0-0 | 1-4 | 1-3 | 2-0 |     | 3-3 | 3-1 | 4-2 | 4-1  | 2-1 |
| MIC          | 0-1 | 2-0 | 1-0 | 1-0 | 1-1 | 3-1 | 1-1 |     | 0-1 | 2-1 | 3-1  | 1-3 |
| HAL          | 1-1 | 2-0 | 1-0 | 4-1 | 2-0 | 4-1 | 2-2 | 0-0 |     | 3-0 | 3-1  | 1-0 |
| ESC          | 1-2 | 1-1 | 2-1 | 0-0 | 0-4 | 3-0 | 2-1 | 3-0 | 2-2 |     | 2-0  | 1-2 |
| USAC         | 0-1 | 2-2 | 1-1 | 4-0 | 0-1 | 2-0 | 2-1 | 7-0 | 1-0 | 1-1 |      | 2-2 |
| XEL          | 1-2 | 1-0 | 2-1 | 1-1 | 2-0 | 2-0 | 1-1 | 2-1 | 3-2 | 2-0 | 4-0  |     |

### Evolución de las posiciones
| Equipo / Jornada |     |     |     |     |     |     |     |     |     |     |     |     |     |     |     |     |     |     |     |      |      |     |
| Equipo / Jornada | 1   | 2   | 3   | 4   | 5   | 6   | 7   | 8   | 9   | 10  | 11  | 12  | 13  | 14  | 15  | 16  | 17  | 18  | 19  | 20   | 21   | 22  |
| ---------------- | --- | --- | --- | --- | --- | --- | --- | --- | --- | --- | --- | --- | --- | --- | --- | --- | --- | --- | --- | ---- | ---- | --- |
| Comunicaciones   | 05° | 02° | 01° | 01° | 01° | 01° | 01° | 01° | 01° | 01° | 01° | 01° | 01° | 01° | 01° | 01° | 01° | 01° | 01° | 01°  | 01°  | 01° |
| Municipal        | 04° | 05° | 06° | 03° | 03° | 02° | 02° | 02° | 02° | 02° | 02° | 02° | 02° | 02° | 02° | 02° | 02° | 02° | 02° | 02°  | 02°  | 02° |
| Xelajú           | 11° | 09° | 11° | 08° | 10° | 07° | 08° | 05° | 06° | 06° | 07° | 07° | 04° | 04° | 03° | 04° | 03° | 03° | 04° | 04°* | 05°* | 03° |
| Heredia          | 10° | 08° | 10° | 05° | 05° | 03° | 05° | 06° | 04° | 04° | 03° | 03° | 03° | 03° | 04° | 03° | 04° | 04° | 03° | 03°* | 03°* | 04° |
| Halcones F.C.    | 06° | 03° | 04° | 02° | 02° | 06° | 03° | 04° | 03° | 05° | 04° | 04° | 05° | 05° | 05° | 05° | 05° | 05° | 05° | 05°  | 04°  | 05° |
| D. Malacateco    | 01° | 01° | 02° | 04° | 04° | 09° | 06° | 09° | 07° | 07° | 05° | 05° | 06° | 06° | 06° | 06° | 06° | 06° | 06° | 06°* | 06°* | 06° |
| D. Suchitepéquez | 12° | 10° | 07° | 10° | 07° | 10° | 10° | 10° | 10° | 08° | 08° | 08° | 08° | 08° | 07° | 07° | 07° | 07° | 07° | 07°  | 07°  | 07° |
| Marquense        | 03° | 04° | 05° | 09° | 08° | 04° | 04° | 03° | 05° | 03° | 06° | 06° | 07° | 07° | 08° | 08° | 08° | 08° | 08° | 09°* | 10°* | 08° |
| Petapa           | 02° | 06° | 03° | 06° | 06° | 08° | 09° | 07° | 08° | 10° | 10° | 11° | 10° | 11° | 11° | 11° | 11° | 10° | 10° | 08°  | 08°  | 09° |
| Mictlán          | 08° | 12° | 08° | 11° | 11° | 11° | 11° | 11° | 11° | 09° | 09° | 09° | 09° | 09° | 09° | 10° | 09° | 11° | 11° | 11°  | 12°  | 10° |
| USAC             | 09° | 07° | 09° | 07° | 09° | 05° | 07° | 08° | 09° | 11° | 11° | 10° | 11° | 10° | 10° | 09° | 10° | 09° | 09° | 10°  | 09°  | 11° |
| Juv. Escuintleca | 07° | 11° | 12° | 12° | 12° | 12° | 12° | 12° | 12° | 12° | 12° | 12° | 12° | 12° | 12° | 12° | 12° | 12° | 12° | 12°  | 11°  | 12° |

## Líderes Individuales
Estos fueron los líderes de goleo y porteros menos vencidos.

### Trofeo Juan Carlos Plata
Posiciones Finales.
| N.º | Jugador            | Goles | Penales | Equipo                            |
| --- | ------------------ | ----- | ------- | --------------------------------- |
|     | Robín Betancourth  | 13    | 0       | Heredia Jaguares                  |
| 2   | Leandrinho Barrios | 12    | 2       | Club Social y Deportivo Municipal |
| 3   | Sandro Zamboni     | 11    | 0       | Deportivo Petapa                  |
| 4   | Fernando Gallo     | 10    | 2       | Universidad de San Carlos         |
| 4   | Israel Silva       | 10    | 0       | Xelajú Mario Camposeco            |

### Trofeo Josue Danny Ortiz
Posiciones Finales.
| N.º | Jugador               | Partidos | Goles | Promedio | Equipo                                 |
| --- | --------------------- | -------- | ----- | -------- | -------------------------------------- |
|     | Juan José Paredes     | 18       | 11    | 0.61     | Club Social y Deportivo Comunicaciones |
| 2   | Jorge Eduardo Estrada | 19       | 17    | 0.90     | Halcones F.C.                          |
| 3   | Jaime Penedo          | 18       | 17    | 0.94     | Club Social y Deportivo Municipal      |

## Fase final
|  | Cuartos de final | Cuartos de final | Cuartos de final | Cuartos de final | Cuartos de final |   |   | Semifinales    | Semifinales | Semifinales | Semifinales | Semifinales |  |   | Final          | Final | Final | Final | Final |  |
|  |                  |                  |                  |                  |                  |   |   |                |             |             |             |             |  |   |                |       |       |       |       |  |
|  |                  |                  |                  |                  |                  |   |   |                |             |             |             |             |  |   |                |       |       |       |       |  |
|  | 1                | Comunicaciones   | 2                | 3                | 5                |   |   |                |             |             |             |             |  |   |                |       |       |       |       |  |
|  | 1                | Comunicaciones   | 2                | 3                | 5                |   |   |                |             |             |             |             |  |   |                |       |       |       |       |  |
|  | 8                | Marquense        | 2                | 0                | 2                |   |   |                |             |             |             |             |  |   |                |       |       |       |       |  |
|  | 8                | Marquense        | 2                | 0                | 2                |   | 1 | Comunicaciones | 0           | 2           | 2           |             |  |   |                |       |       |       |       |  |
|  |                  |                  |                  |                  |                  |   | 1 | Comunicaciones | 0           | 2           | 2           |             |  |   |                |       |       |       |       |  |
|  |                  |                  | 6                | Malacateco       | 0                | 1 | 1 |                |             |             |             |             |  |   |                |       |       |       |       |  |
|  | 3                | Xelajú           | 6                | Malacateco       | 0                | 1 | 1 | 0              | 3           | 3           |             |             |  |   |                |       |       |       |       |  |
|  | 3                | Xelajú           |                  |                  |                  |   |   |                |             | 3           |             |             |  |   |                |       |       |       |       |  |
|  | 6                | Malacateco       | 5                | 0                | 5                |   |   |                |             |             |             |             |  |   |                |       |       |       |       |  |
|  | 6                | Malacateco       | 5                | 0                | 5                |   |   |                |             |             |             |             |  | 1 | Comunicaciones | 3     | 1     | 4     |       |  |
|  |                  |                  |                  |                  |                  |   |   |                |             |             |             |             |  | 1 | Comunicaciones | 3     | 1     | 4     |       |  |
|  |                  |                  | 2                | Municipal        | 0                | 0 | 0 |                |             |             |             |             |  |   |                |       |       |       |       |  |
|  | 2                | Municipal *      | 2                | Municipal        | 0                | 0 | 0 | 1              | 3           | 4           |             |             |  |   |                |       |       |       |       |  |
|  | 2                | Municipal *      |                  |                  |                  |   |   |                |             | 4           |             |             |  |   |                |       |       |       |       |  |
|  | 7                | Suchitepéquez    | 1                | 3                | 4                |   |   |                |             |             |             |             |  |   |                |       |       |       |       |  |
|  | 7                | Suchitepéquez    | 1                | 3                | 4                |   | 2 | Municipal      | 1           | 3           | 4           |             |  |   |                |       |       |       |       |  |
|  |                  |                  |                  |                  |                  |   | 2 | Municipal      | 1           | 3           | 4           |             |  |   |                |       |       |       |       |  |
|  |                  |                  | 4                | Heredia          | 1                | 2 | 3 |                |             |             |             |             |  |   |                |       |       |       |       |  |
|  | 4                | Heredia          | 4                | Heredia          | 1                | 2 | 3 | 1              | 5           | 6           |             |             |  |   |                |       |       |       |       |  |
|  | 4                | Heredia          |                  |                  |                  |   |   |                |             | 6           |             |             |  |   |                |       |       |       |       |  |
|  | 5                | Halcones F.C.    | 3                | 1                | 4                |   |   |                |             |             |             |             |  |   |                |       |       |       |       |  |
|  | 5                | Halcones F.C.    | 3                | 1                | 4                |   |   |                |             |             |             |             |  |   |                |       |       |       |       |  |
|  |                  |                  |                  |                  |                  |   |   |                |             |             |             |             |  |   |                |       |       |       |       |  |

- Clasificado por mejor posición en la tabla

|                                    |
| Comunicaciones Campeón 25° Título. |
|                                    |